# Wat Bowonniwet

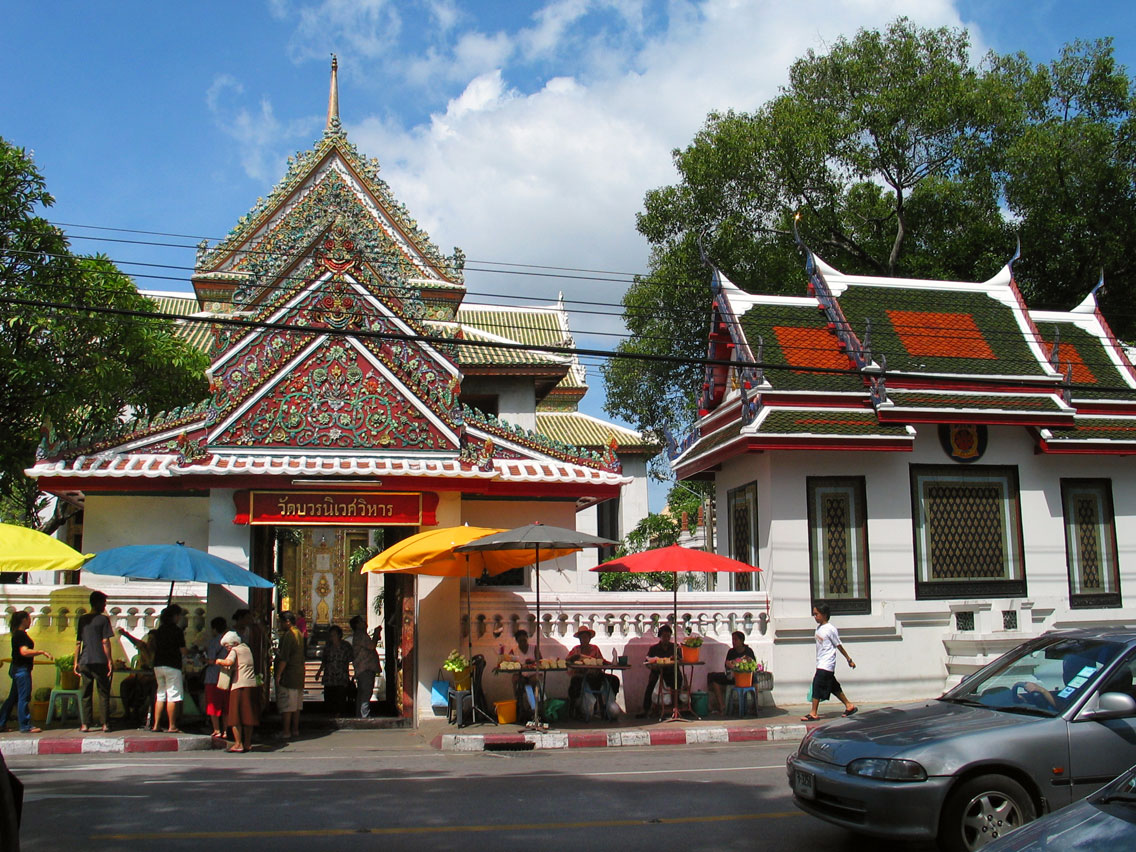
Eingang zum Wat Bowon

Wat Bowonniwet Wihan (andere Schreibweise: Wat Bovonnivet, Wat Bovornives, kurz: Wat Bowon; Thai: วัดบวรนิเวศวิหาร, ausgesprochen: [wát bòwɔːnníwêt wíhǎːn]) ist ein buddhistischer Tempel (Wat) im Distrikt Phra Nakhon der Hauptstadt Bangkok von Thailand. Er liegt im Nordosten der sogenannten Rattanakosin-Insel, dem historischen Zentrum von Bangkok.
Wat Bowonniwet ist das Zentrum der Thammayut-nikai, einem der beiden Orden der buddhistischen Theravada-Mönche in Thailand. Er ist ein Königlicher Tempel Erster Klasse unter dem Patronat der Chakri-Dynastie. Seine wichtigste Buddhastatue wird Phra Phutthachinasi (Thai: พระพุทธชินสีห์) genannt, sie wurde 1357 im Sukhothai-Stil hergestellt.
Auf dem Gelände des Wat Bowonniwet befindet sich der Hauptsitz der buddhistischen Mahamakut-Universität.

## Ein königlicher Tempel
Prinz Bhikkhu Mongkut trat 1836 als Mönch in diesen Tempel ein. Später wurde er zum Abt berufen. Dieses Amt hatte er viele Jahre lang inne, bevor er 1851 zum König von Siam gekrönt wurde.
Sein Urenkel König Bhumibol Adulyadej war ebenfalls im Wat Bowonniwet für 15 Tage ordiniert, nachdem er bereits zum König gekrönt wurde. Bhumibols Mentor, Phra Yanasangworn, wurde später zum Abt berufen.
Der Sohn König Bhumibols, König Maha Vajiralongkorn zog sich 1978 wie sein Vater für 15 Tage als Novize im Wat Bowonniwet zurück.

## Geschichte
Ursprünglich gab es auf dem Gelände des heutigen Wat Bowonniwet zwei verschiedene Tempel: im Westen lag Wat Mai und im Osten Wat Rangsee Suddhawas, abgetrennt durch einen Khlong (Kanal). Da zur Regierungszeit von König Nang Klao (Rama III.) der Wat Mai ohne Abt war, entschied der König, dass sein Halbbruder Prinz Mongkut, der sich zuvor für den Buddhismus verdient gemacht hatte, diese Position übernehme.
Wat Mai war einige Jahre zuvor von einem Onkel des Königs gegründet worden. Aber der Baumeister verstarb, bevor er sein Werk beenden konnte. König Nang Klao sah, dass der Tempel fast verwaist war – es lebten nur fünf Mönche in ihm. So vollendete er den Bau und fügte für den neuen Abt eine zweistöckige Residenz in europäischem Stil hinzu. Am 11. Januar 1837, nach einer vom König initiierten Zeremonie, konnte Prinz Mongkut seine Position als neuer Abt des Wat Bowonniwet einnehmen.
Erst später, in der Regierungszeit von König Prajadhipok (Rama VII.), wurden die beiden Tempel zur heutigen Größe zusammengefasst.

## Äbte
- 1836–1851: Prinz Mongkut (vor seiner Regierungszeit als König Mongkut/ Rama IV. 1851–1868)
- 1851–1892: Somdet Phra Maha Samana Chao Krom Phraya Pavares Variyalongkorn (สมเด็จพระมหาสมณเจ้า กรมพระยาปวเรศวริยาลงกรณ์, "Prinz Rurk", 8. Oberster Mönchspatriarch 1853–1892)
- 1892–1921: Somdet Phra Maha Samana Chao Krom Phraya Vajirananavarorasa (สมเด็จพระมหาสมณเจ้า กรมพระยาวชิรญาณวโรรส, "Prinz Manusanagamanob", 10. Oberster Mönchspatriarch 1900–1921)
- 1921–1958: Somdet Phra Sangharat Chao Krommaluang Vajiranyanavongse (สมเด็จพระสังฆราชเจ้า กรมหลวงวชิรญาณวงศ์ "หม่อมราชวงศ์ ชื่น สุจิตฺโต", 13. Oberster Mönchspatriarch 1945–1958)
- 1958–1961: Phra Prommuni
- 1961–2013: Somdet Phra Nyanasamvara Suvaddhana (สมเด็จพระญาณสังวร สมเด็จพระสังฆราช "เจริญ สุวฑฺฒโน", 19. Oberster Mönchspatriarch 1989–2013)
- Seit 2015: Somdet Phra Vanarata (Chun Brahmagutto) (สมเด็จพระวันรัต "จุนท์ พรฺหฺมคุตฺโต")

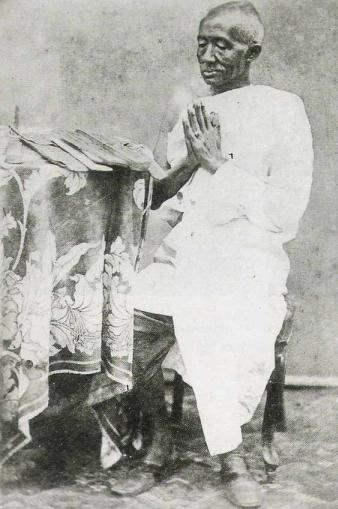
Prinz Mongkut
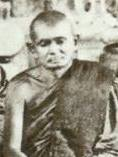
Prinz Pavares Variyalongkorn
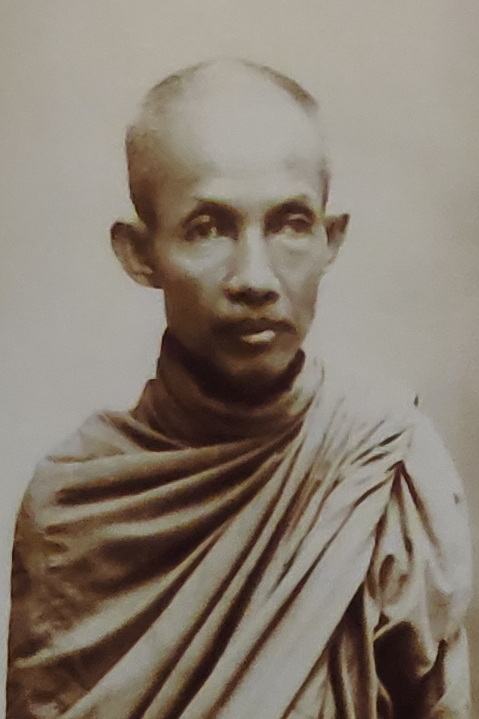
Prinz Vajiranyanavarorasa
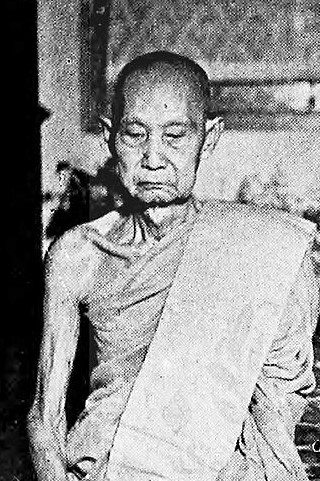
Prinz Vajiranyanavongse
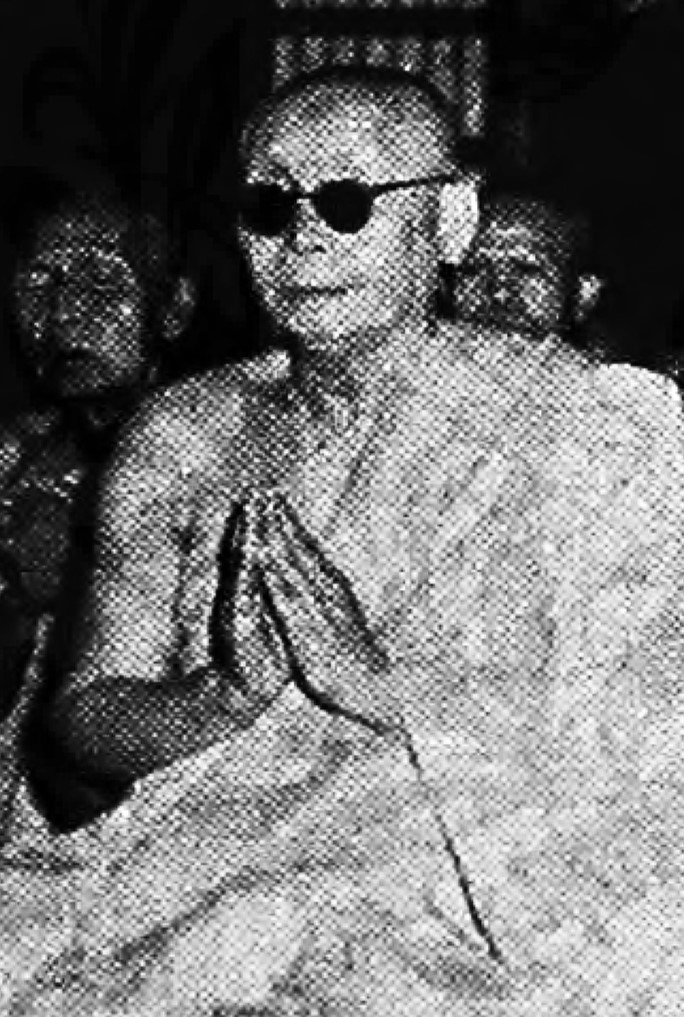
Phra Prommuni
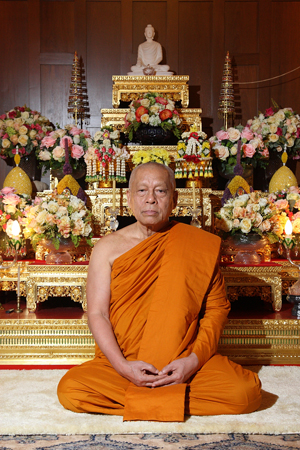
Somdet Phra Vanarata (Chun Brahmagutto)

## Wichtige Gebäude

### Phutthawat

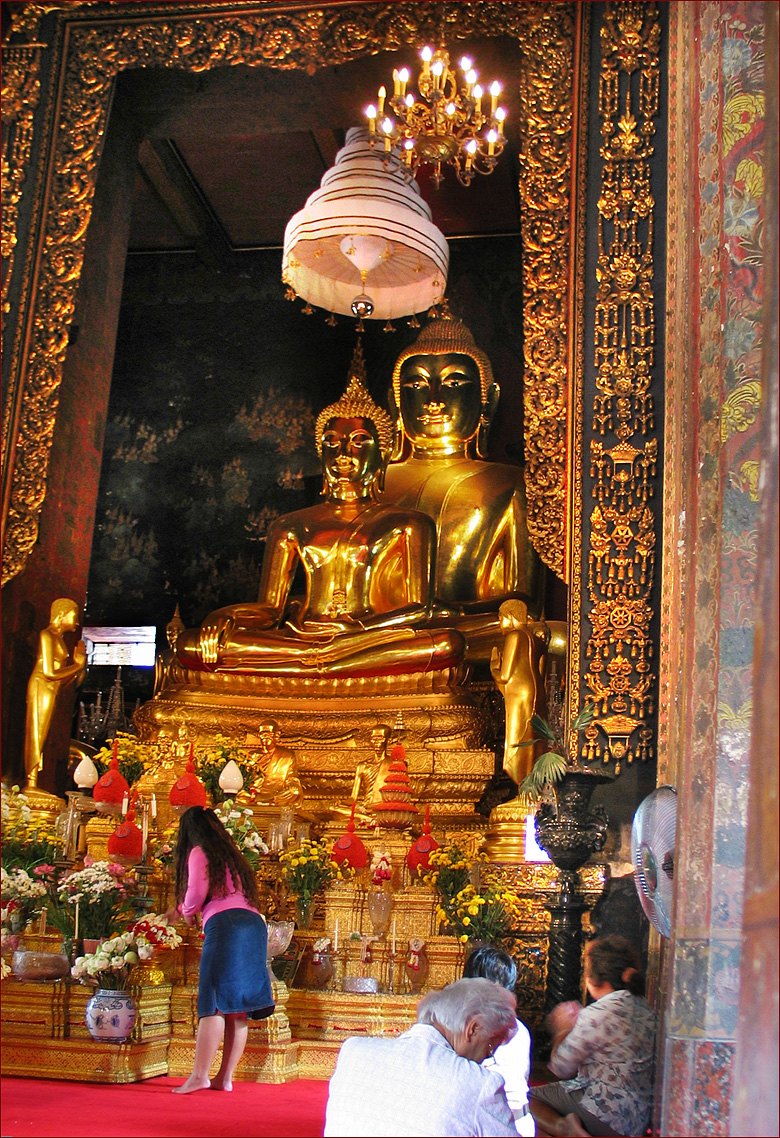
Phra Phuttha Chinasi (vorne), Luang Pho To (im Hintergrund)

- Der Ubosot: Der Ubosot hat eine einzigartige T-Form, die beiden Seiten-Flügel können als Viharn genutzt werden, während der große vordere Flügel den eigentlichen Ubosot (Ordinations-Halle) darstellt. Das Gebäude ist im stark chinesisch beeinflussten Stil der Epoche von König Rama III. erbaut. Besonderheit: es gibt keine Chofah, die dreieckigen Giebelfelder sind reich mit Stuck verziert, die tragenden Säulen haben einen quadratischen Grundriss. König Mongkut ließ die großen Eingangstore des Ubosot mit vergoldeten Schnitzereien chinesischer Torwächter verzieren. Sein Sohn, König Chulalongkorn (Rama V.) ließ die vordere Veranda renovieren, um sie etwas abzusenken. Ungewöhnlich: ein vergoldeter Bai Sema genau in der Mitte steht nicht vor dem Ubosot, sondern ist in dessen Stirnwand eingelassen. Links vor dem Ubosot gibt es weitere alte Bai Sema in rotem Sandstein, die zur Zeit von König Nang Klao (Rama III.) aus einem Tempel in Phetchaburi hierher gebracht wurden.
  - Die Buddha-Statuen Phra Phuttha Chinasi (Thai: พระพุทธชินสีห์) und Luang Pho To (im Hintergrund, Thai: หลวงพ่อโต) stehen im Innern des Ubosot. Die große Statue stammt ursprünglich aus dem Wat Sa Taphan in Phetchaburi. Die Bronze-Statue im Sukhothai-Stil des Phra Phuttha Chinasi wurde im Jahre 1829 aus dem nördlichen Viharn des Wat Phra Si Rattana Mahathat in Phitsanulok hierher gebracht. Sie ist von einem holzgeschnitzten Thronhimmel umrahmt und steht auf einem ziselierten, stufigen Sockel. Vor der Statue des Phra Phuttha Chinasi stehen zwei Adoranten, wahrscheinlich seine beiden Jünger Sariputta und Moggalana. Dazwischen in der Mitte sind Statuen dreier früherer Prinz-Äbte zu sehen.
  - Die Wände des Ubosot sind von dem bekannten thailändischen Maler Khrua In Khong, einem Zeitgenossen von König Mongkut, bemalt. Sie stellen alle Parabeln auf das Dhamma, die buddhistische Lehre dar. Gebäude und Menschen seiner Bilder sehen sehr europäisch aus. Da In Khong nie außerhalb Siams gereist war, glauben Historiker, dass der Künstler seine Eingebungen beim Betrachten europäischer und amerikanischer Ölgemälde jener Zeit gewann. (Beispiele dazu sind zu sehen auf der Webseite des Tempels, siehe Weblinks)
- Die große Chedi soll in ihrem Inneren eine Reliquie des Buddha beherbergen. Die Chedi des Wat Bowonniwet ist der Phra Pathom Chedi in Nakhon Pathom sehr ähnlich. Sie ist mit über 50 Meter Höhe für einen Stadttempel eigentlich recht groß. Ursprünglich war sie nur weiß verputzt, aber nach der Renovation im Jahre 1964 wurde sie mit kleinen goldenen Mosaik-Steinchen bedeckt. Die Chedi steht auf einer erhöhten Plattform mit einer unteren und einer oberen Terrasse, die über Treppenaufgänge von der östlichen und westlichen Seite erreicht werden können. Diese Aufgänge sind nur einmal im Jahr für die Öffentlichkeit zugänglich, am Khao-Phansa-Tag, dem Tag der Einkehr zur Regenzeit. Auf der oberen Terrasse steht in einem Türmchen, welches mit einem Prang gekrönt ist, die vergoldete Statue von König Mongkut. Vier weitere Türmchen in den vier Ecken der Terrasse beherbergen jeweils eine Buddha-Statue. Die glockenförmige Struktur der Chedi selbst ist im Inneren hohl und kann durch Eingänge in allen vier Himmelsrichtungen betreten werden. Innen befindet sich eine weitere, kleinere Chedi, die die Reliquie enthält. Die kleine Chedi steht auf einem würfelförmigen Sockel, der an allen vier Seiten mit einem Relief verziert ist, auf dem vier wichtige Stationen aus dem Leben des Buddha abgebildet sind. Die Chedi selbst ist vergoldet.
- Südlich der Großen Chedi stehen zwei Gebäude in chinesisch-thailändischem Stil. Das nördlichere, nahe der Chedi stehende, heißt Viharn Geng, das etwas größere südlichere Viharn Phra Sasada.
  - Im Viharn Geng befinden sich drei Buddha-Statuen, die jeweils für einen Abt des Klosters gegossen worden sind: im Sockel der Phra Phuttha Vajiranyana-Statue ist ein Teil der Asche von König Mongkut enthalten, im Phra Phuttha Panna-Agga die von Prinz-Abt Pavaret, einem Sohn des Uparat von König Rama II., und im Phra Phuttha Manussanaga die von Prinz-Abt Vajiranyanavarorat, Sohn von König Mongkut und Halbbruder von König Chulalongkorn.
  - Im Viharn Phra Sasada befindet sich die berühmte Buddha-Statue Phra Sasada, die den Namen für dieses Gebäude lieferte. Sie steht im vorderen Raum und ist nach Osten ausgerichtet. Sie wurde zur gleichen Zeit für das gleiche Kloster geschaffen wie die Statue des Phra Phuttha Chinasi. Vor Phra Sasada sitzt eine sehr schöne Statue aus der Dvaravati-Periode. Im hinteren Raum befindet sich eine ebenso schöne liegende Statue mit Namen Phra Saiya.
- Der Bodhi-Baum: Zwischen dem Viharn Phra Sasada und dem West-Eingang steht ein Gebäude, welches jede Menge verstaubter Buddha-Statuen enthält. Innerhalb des Gebäudes ist ein quadratisches Atrium, in dessen Mitte der Bodhi-Baum des Tempels steht. Ein solches Gebäude nennt man „Boddhagara“. Die Ableger eines Bodhi-Baums in Bodhgaya in Indien, von dem man glaubt, dies sei der Baum, unter dem der Buddha seine Erleuchtung erfuhr, wurden von König Mongkut hier eingepflanzt. Jedoch überlebte dieses Exemplar den Bau des Boddhagara-Gebäudes nicht. Im Jahre 1982 pflanzte König Bhumibol Adulyadej einen neuen Baum, der wiederum aus einem Ableger des Baums in Bodhgaya gezogen wurde.

### Sangkhawat

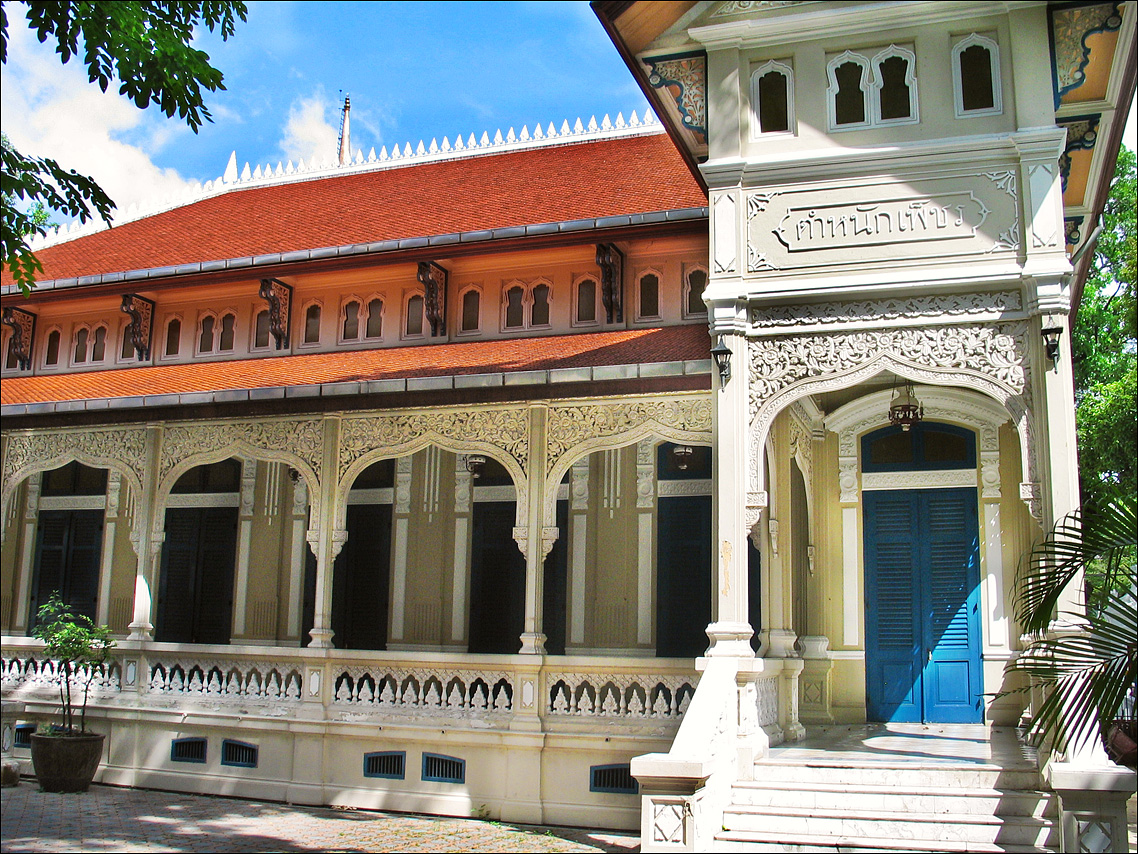
Residenz „Phra Tamnak Phet“

- Die Phra Tamnak Phet (königliche Diamanten-Residenz) wurde im Jahre 1914 von König Vajiravudh für seinen Onkel und Lehrer dem dritten Abt, Somdet Krommaphraya Vajirañāṇavarorasa, in Auftrag gegeben. Die feinen künstlerischen Details machen dieses Gebäude zum sehenswertesten im ganzen Tempel. Früher befand sich an diesem Ort wohl die erste Druckerei, die von Siamesen betrieben wurde.[1] Prinz Mongkut ließ in seiner Zeit als Abt des Wat Bowonniwet hier buddhistische Texte drucken. Bisher standen nur einige Druckpressen bei den christlichen Missionaren (siehe Dan Beach Bradley). Phra Tamnak Phet wurde in der Vergangenheit für verschiedene Zeremonien genutzt, sogar für die Kremationsfeierlichkeiten einiger verstorbener Äbte. Heute kommt hier dreimal im Monat das Supreme Sangha Council, der oberste Rat der thailändischen Buddhisten, zusammen beim so genannten „Maha Thera Samagom.“
- Das Phra Tamnak Phanya (Königliche Phanya Residenz) ist das älteste Gebäude im Wat Bowonniwet. Ursprünglich stand es im Königlichen Palast, wo es König Rama II. erbaut hatte. Sein Nachfolger König Nang Klao ließ das Haus Stein für Stein abtragen und hier im Tempel wieder aufbauen. Es sollte seinem Halbbruder Prinz Mongkut als Residenz dienen, der hier das Amt des Abtes übernehmen sollte.
- Phra Tamnak Chan (königliche Mond-Residenz) wurde von König Chulalongkorn erbaut in Erinnerung an seine Tochter, die Prinzessin Chantra-Saratvarn Kromakhun Pijit-Jesachan. Seit der Zeit von König Rama VI. wird es als Audienzhalle für den buddhistischen Prälaten genutzt.
- Das Pra Tamnak Lang ist ebenfalls ein beeindruckendes Residenzgebäude, das König Chulalongkorn für seinen Bruder, den Prinz-Abt Somdet Krommaphraya Vajirananavarorasa errichtete, bevor er Abt wurde. Nachdem er zum Abt ernannt worden war, durfte das Haus als Schulgebäude für Mönche und Novizen genutzt werden. Heute dient es als Trainings-Institut für Bhikkhus, die ins Ausland gehen werden aber auch als Hauptquartier und Versammlungsraum der Mönche der Thammayut-Glaubensgemeinschaft.